# Мияко (город)
Мияко (яп. 宮古市 Мияко-си) — город в Японии, находящийся в префектуре Иватэ. Площадь города составляет 1259,89 км², население — 55 899 человек (1 августа 2014), плотность населения — 44,37 чел./км². Сильно пострадал 11 марта 2011 года в результате землетрясения и цунами.

## Географическое положение
Город расположен на острове Хонсю в префектуре Иватэ региона Тохоку. С ним граничат города Мориока, Тоно, Ханамаки и посёлки Оцути, Иваидзуми, Ямада.

## Население
Население города составляет 55 899 человек (1 августа 2014), а плотность — 44,37 чел./км². Изменение численности населения с 1980 по 2005 годы:
| 1980 | 78 617 чел. |  |
| 1985 | 77 024 чел. |  |
| 1990 | 72 538 чел. |  |
| 1995 | 69 587 чел. |  |
| 2000 | 66 986 чел. |  |
| 2005 | 63 588 чел. |  |

## Символика
Деревом города считается сосна густоцветная, цветком — Nipponanthemum nipponicum, птицей — Larus crassirostris.

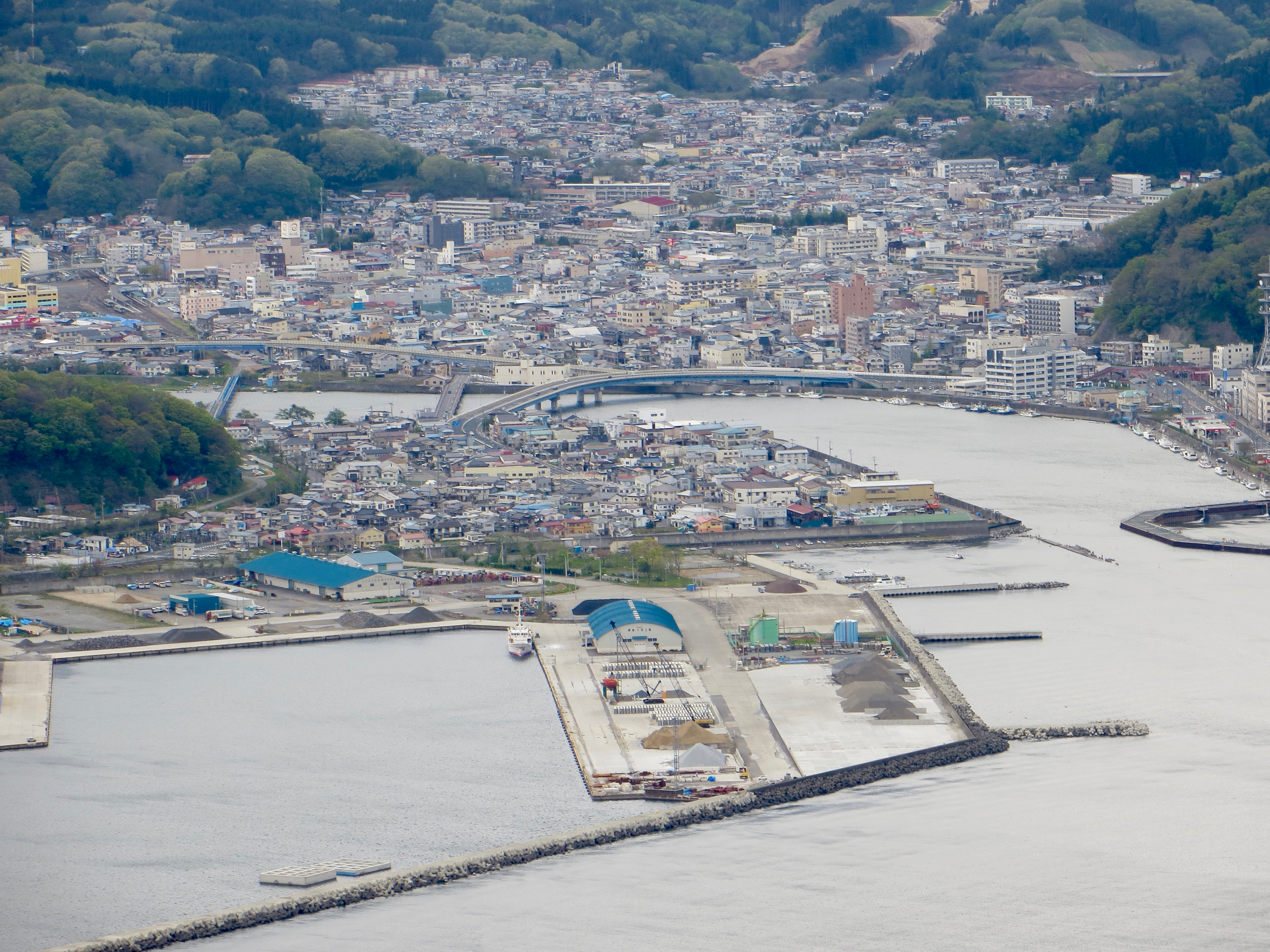
Вид на город Мияко